# هنري جيمس نيكولاس
هنري جيمس نيكولاس (بالإنجليزية: Henry James Nicholas)‏ هو عسكري نيوزيلندي، ولد في 11 يونيو 1891 في Lincoln, New Zealand ‏ في نيوزيلندا، وتوفي في 23 أكتوبر 1918 في فرنسا.